# Douglas Clark

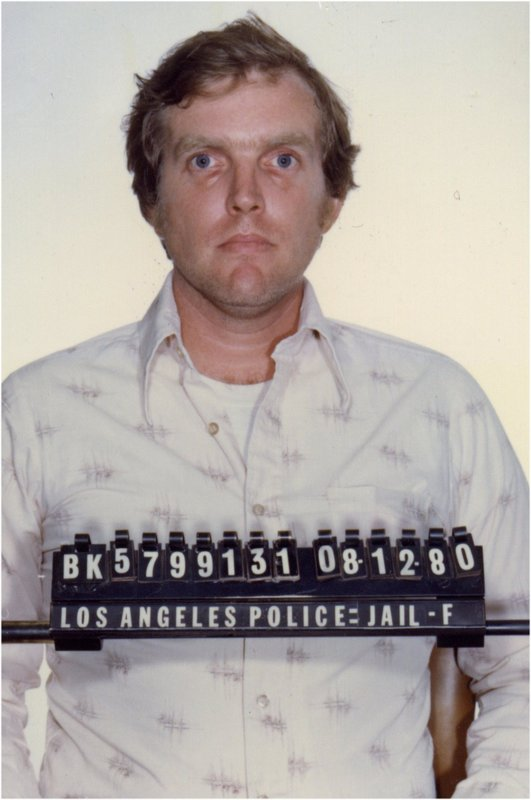
Douglas Clark nach seiner Verhaftung im Jahr 1980.

Douglas Daniel Clark (* 10. März 1948; † 11. Oktober 2023) war ein US-amerikanischer Serienmörder. Clark und seine Komplizin Carol M. Bundy wurden als Sunset Strip Killers bekannt, 1983 angeklagt und anschließend wegen einer Reihe von Morden in Los Angeles verurteilt.

## Vorgeschichte
1948 als Sohn eines Flottenadmirals geboren, hatte Douglas Clark bereits in 37 Ländern gelebt, ehe er sich im Süden Kaliforniens niederließ. Er nannte sich Der König des One-Night-Stands, besserte sein Gehalt als Maschinenschlosser durch Affären mit Matrosen auf und hatte Verhältnisse mit minderjährigen Mädchen und jungen Frauen. Er hatte Phantasien von Vergewaltigung und Mord, Verstümmelung und Nekrophilie und sehnte sich nach dem Moment, in dem seine Träume Wirklichkeit würden.
Im Alter von 37 Jahren verließ die zuckerkranke Berufskrankenschwester Carol Bundy, Mutter von zwei Kindern, im Januar 1979 ihren Ehemann, der sie misshandelt hatte, und verliebte sich bald darauf in den Hausmeister ihres neuen Apartments, John Murray, der immer Zeit fand, Mietern in Not zu helfen. Bald waren sie ein Liebespaar, aber der 45-Jährige war verheiratet und lehnte es ab, seine Familie zu verlassen. Im Oktober 1979 bot Carol seiner Frau 1500 $ an, wenn sie verschwände, aber der Plan schlug fehl; Murray war wütend und riet ihr, sich ein anderes Quartier zu suchen. Im Januar 1980 lernte Carol in Little Nashville Douglas Clark kennen und dieser zog noch in derselben Nacht bei ihr ein. Tagsüber arbeitete er im Siederaum einer Seifenfabrik in Burbank und widmete seine Nächte Sexpraktiken, die Carol zu seiner Sklavin machten. Auch brachte er öfter jüngere Frauen mit nach Hause, darunter eine Elfjährige, die er in einem nahegelegenen Park aufgelesen hatte, und Carol setzte dem nichts entgegen, als sein sexuelles Verhalten sich zur Unzucht mit Kindern ausweitete; immer häufiger war dabei von Tod und Verstümmelung die Rede.

## Morde
Am 11. Juni 1980 verschwanden die Halbschwestern Gina Narano (15) und Cynthia Chandler (16) von Huntington Beach, als sie auf dem Weg waren, um sich mit Freunden zu treffen. Sie wurden am nächsten Morgen neben dem Ventura-Freeway nahe dem Griffith Park in Los Angeles gefunden; beiden war mit einer Kleinkaliber-Pistole in den Kopf geschossen worden.
In den frühen Morgenstunden des 24. Juni 1980 wurde Karen Jones, eine 24-jährige Prostituierte, hinter einem Steakhaus in Burbank gefunden, sie war durch einen Gewehrschuss in den Kopf getötet worden. Später am Morgen wurde die Polizei nach Studio City gerufen, wo ein weiteres weibliches Opfer – enthauptet – von Fußgängern gefunden worden war. Trotz des fehlenden Kopfes wurde sie als Exxie Wilson (20) identifiziert.
An diesem Nachmittag, während die Söhne von Carol Bundy Verwandte besuchten, überraschte Clark sie, indem er einen Frauenkopf aus dem Kühlschrank zog und ihn auf die Küchenablage stellte. Er befahl Carol, das verzerrte Gesicht mit Kosmetika zurechtzumachen. Später erinnerte sie sich daran so: „Wir hatten eine Menge Spaß mit ihr. Ich machte sie mit Make-up zurecht wie eine Barbie.“ Clark nahm seine Trophäe mit sich ins Badezimmer, zum Duschen und zu nekrophilen Handlungen.
Am 30. Juni 1980 fand eine Gruppe von Schlangenfängern in der Nähe von Sylmar im San Fernando Valley die mumifizierte Leiche einer Frau, die man als Marnette Comer (17) identifizierte.
Am 25. Juli 1980 wurde eine Unbekannte am Sunset Boulevard gefunden, die durch einen Kopfschuss getötet worden war. Zwei Wochen später fanden Wanderer nahe Malibu eine weitere nicht identifizierte Leiche, bereits von Aasfressern befallen.

## Verhaftung
Trotz ihrer Romanze mit Clark hatte Carol Bundy weiterhin John Murray besucht. Sie hatte ihren Alkoholkonsum nicht im Griff und nachdem sie einige Andeutungen über die kriminellen Aktivitäten ihres neuen Liebhabers fallengelassen hatte, erschrak sie über Murrays Kommentar, er würde Doug Clark bei der Polizei anzeigen.
Am 5. August 1980 hatte sie ein mitternächtliches Rendezvous mit Murray in dessen Lieferwagen, den er zwei Blocks von der Bar entfernt abgestellt hatte. Dort tötete sie ihn.
Als er Tage später gefunden wurde, wies er neun Stichverletzungen auf, seine Gesäßbacken waren aufgeschlitzt worden, sein Kopf war abgetrennt und fehlte am Tatort. Zwei Tage nachdem Murrays Leiche gefunden worden war, brach Bundy in der Arbeit zusammen und vertraute sich einer Kollegin an.
Eine Freundin gab der Polizei einen Wink, die daraufhin die Wohnung durchsuchte und drei Damenslips zusammen mit Schnappschüssen von Clark, die ihn mit dem elfjährigen Mädchen zeigen, welches er seit längerer Zeit sexuell missbrauchte, konfiszierte. Clark wurde bei seiner Arbeit in Burbank verhaftet, wo auch die Tatwaffe gefunden wurde. Ballistische Tests bewiesen, dass aus dieser Waffe Projektile auf fünf der bekannten Sunset-Opfer abgefeuert worden waren.

## Prozess
Bei seinem Prozess trat Clark als sein eigener Anwalt auf, beschuldigte Carol Bundy und John Murray der Morde und behauptete, die beiden hätten ihre Verbrechen nach dem Fall von Ted Bundy gestaltet. Die Geschworenen verurteilten Clark am 28. Januar 1983 in allen Anklagepunkten, darunter sechs Fälle von Mord und jeweils einem Fall von versuchtem Mord, schwerer Körperverletzung und Störung der Totenruhe. Am 15. Februar 1983 wurde Doug Clark zum Tode verurteilt und wartete im Todestrakt von San Quentin auf seine Hinrichtung. 
Carol Bundy plädierte zunächst auf Unzurechnungsfähigkeit, gestand dann aber die Morde. Sie gab an, Murray in den Kopf geschossen und ihn dann enthauptet zu haben. Sie wurde zu zwei aufeinander folgenden Haftstrafen verurteilt. Einmal lebenslänglich mit der Möglichkeit auf Bewährung nach 27 Jahren und noch einmal lebenslänglich für 25 Jahre in weiteren Anklagepunkten. Sie starb am 9. Dezember 2003 in einem Frauengefängnis an Herzversagen.

## TV-Serie
Der Fall von Douglas Clark und Carol M. Bundy diente der ersten Staffel von Wicked City als Vorbild. In der TV-Serie von ABC soll pro Staffel jeweils ein bekanntes Verbrechen aus Los Angeles mit fiktiven Elementen aufgearbeitet werden. Unter anderem wurden etwa die Namen der Killer verändert, die nun in der Serie Kent Grainger und Betty Beaumont genannt werden. Die Hauptrollen spielen Ed Westwick und Erika Christensen. Die Premiere von Wicked City fand Ende Oktober 2015 auf ABC statt, ein deutscher Termin ist derzeit unbekannt.